# Dino (geslacht)
Dino is een geslacht van hooiwagens uit de familie Epedanidae.
De wetenschappelijke naam Dino is voor het eerst geldig gepubliceerd door Loman, 1892 (in Weber in 1892). 

## Soorten
Dino is monotypisch en omvat slechts de volgende soort:
- Dino weberi